# BMW F82
Der BMW F82, Verkaufsbezeichnung M4, ist ein zwischen 2014 und 2020 angebotenes Sportcoupé und die höchstmotorisierte Variante der ersten 4er-Generation F32 von BMW. Das Cabriolet gleicher Baureihe trägt die Werksbezeichnung F83. Mit dem BMW M4 GT4 wird eine Motorsportvariante angeboten.

## Modellgeschichte
Nach der Vorstellung des Coupés im Internet Ende 2013 und einer offiziellen Vorstellung auf der North American International Auto Show (NAIAS) 2014, startete der M4 im Frühjahr 2014 zunächst als Coupé; das Cabriolet, im April 2014 auf der New York International Auto Show (NYIAS) offiziell präsentiert, kam im Herbst auf den Markt. Sie lösten Coupé und Cabriolet des BMW M3 ab. Die viertürige Limousine, die den gleichen Motor hat und technisch weitgehend dem M4 entspricht, wurde weiterhin als M3 (F80) vermarktet. Allerdings war das Coupé die besser verkaufte Variante.

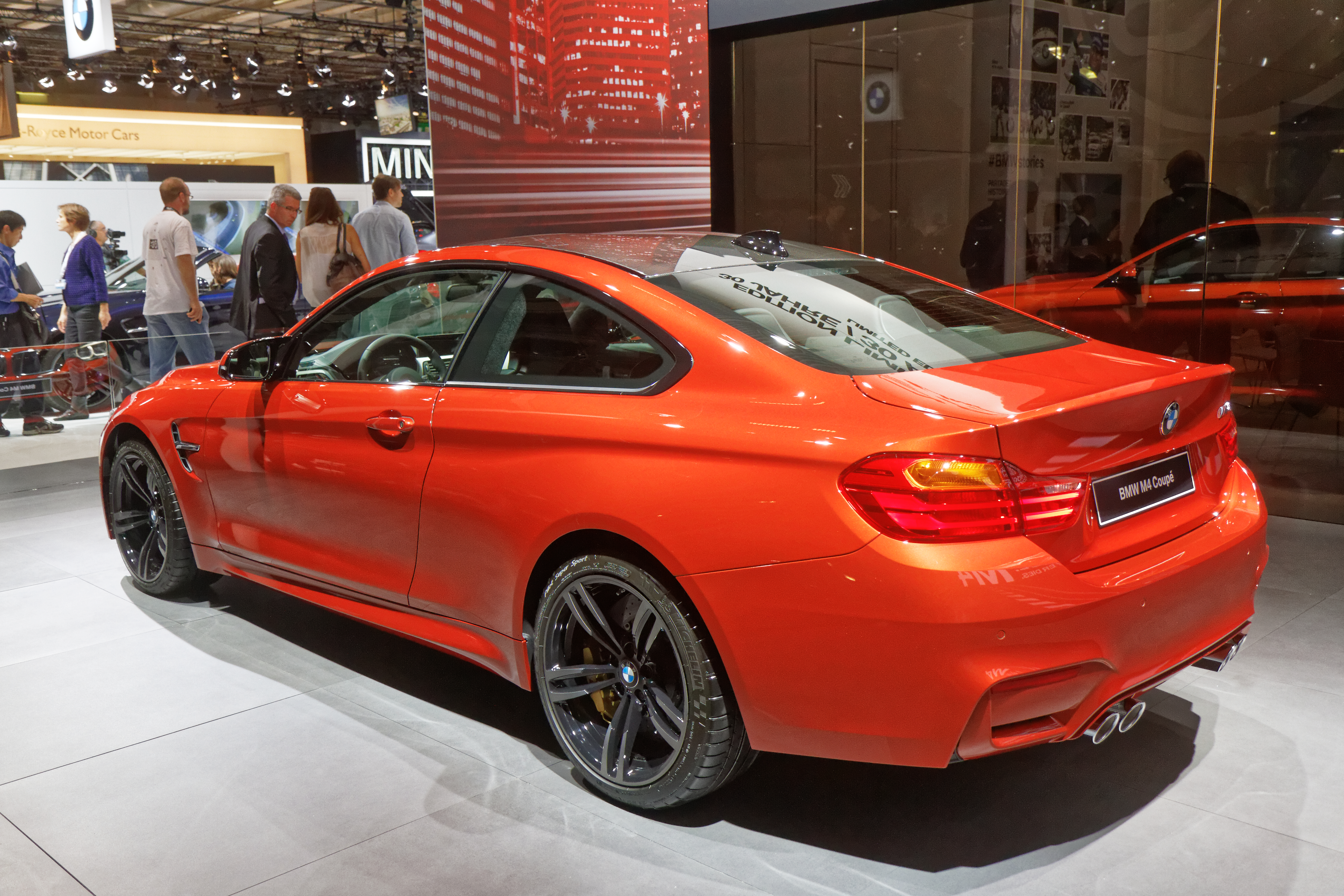
Heckseitenansicht
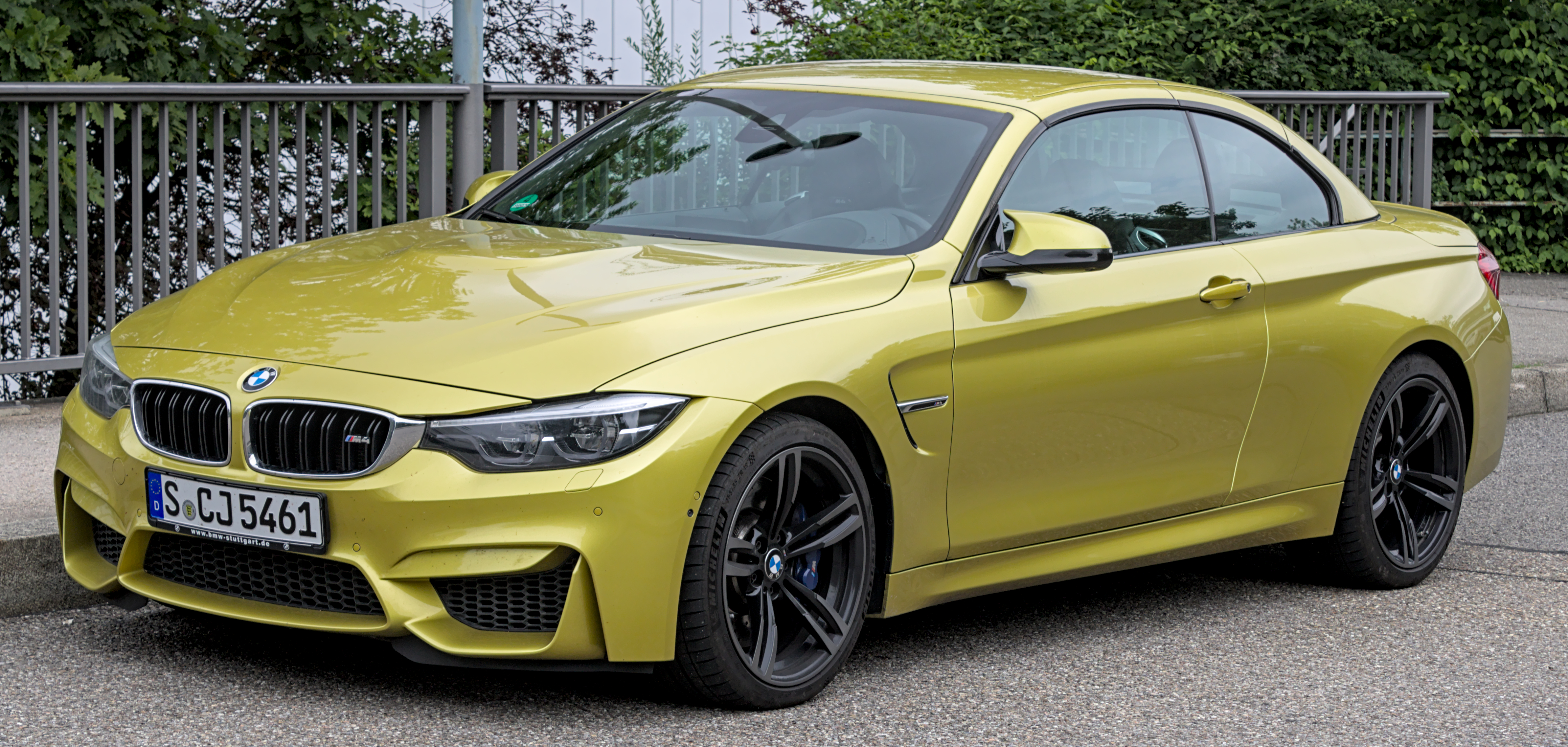
BMW M4 Cabriolet (2014–2020)
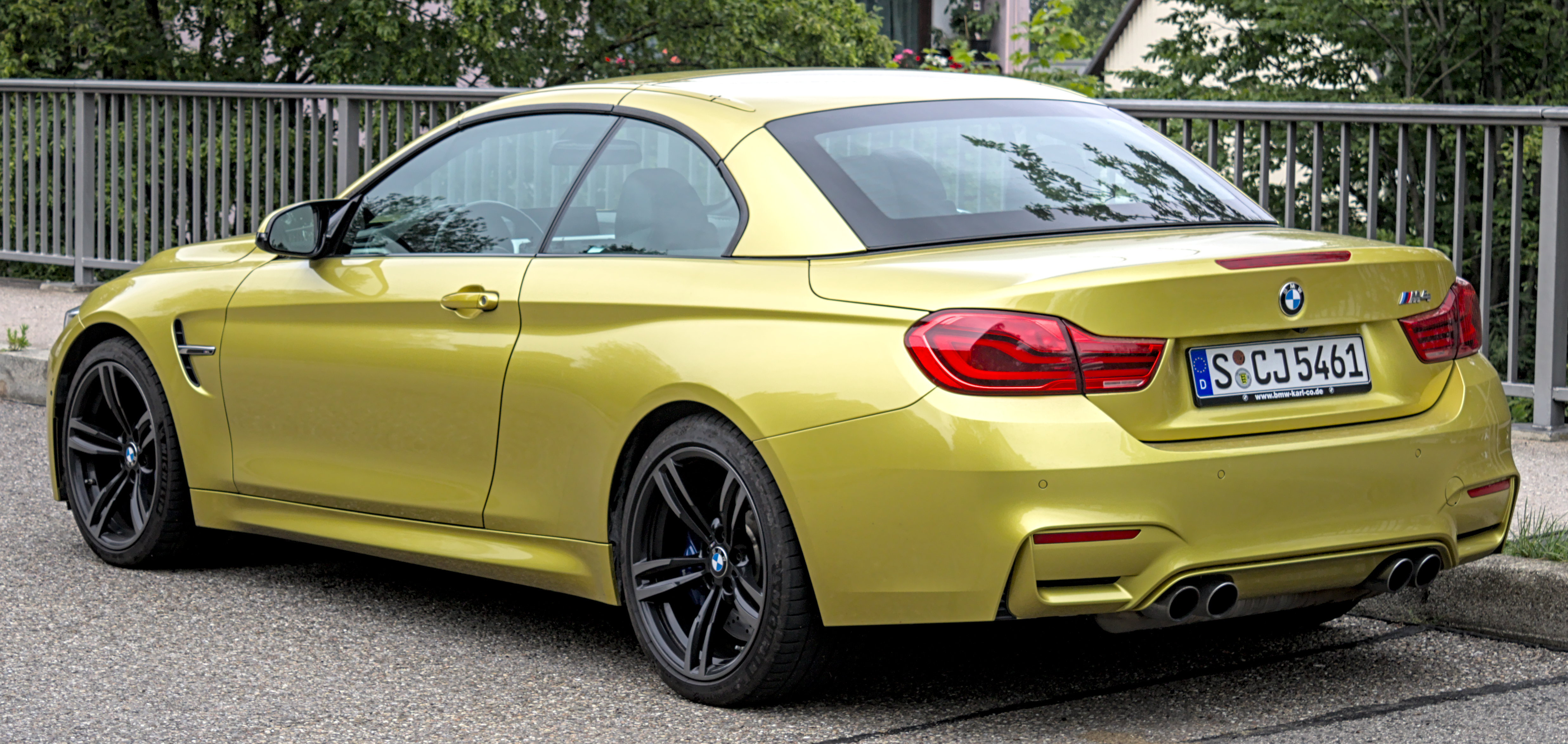
Heckseitenansicht
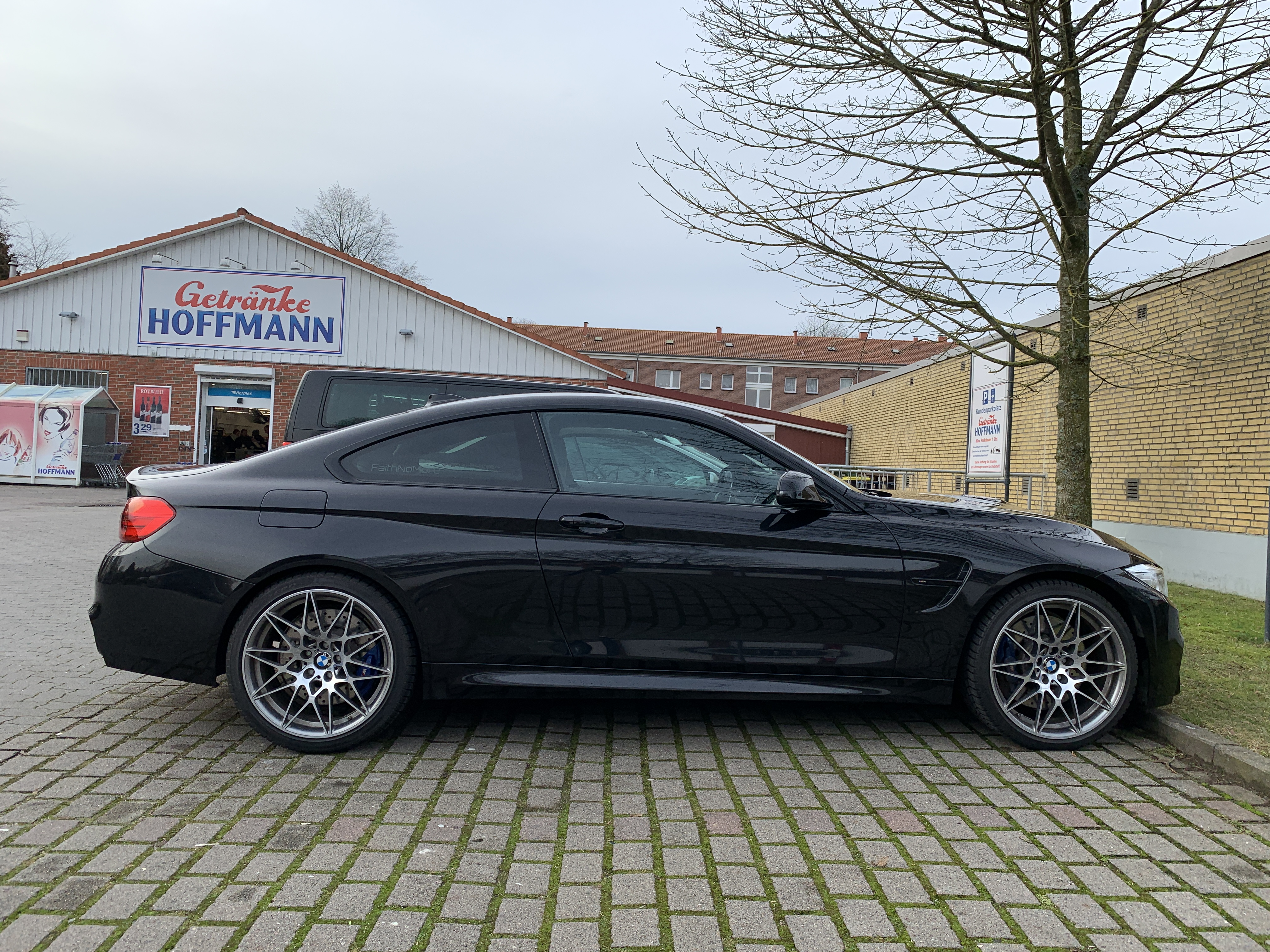
M4 Seitenansicht mit Leichtmetallrädern M Sternspeiche Competition
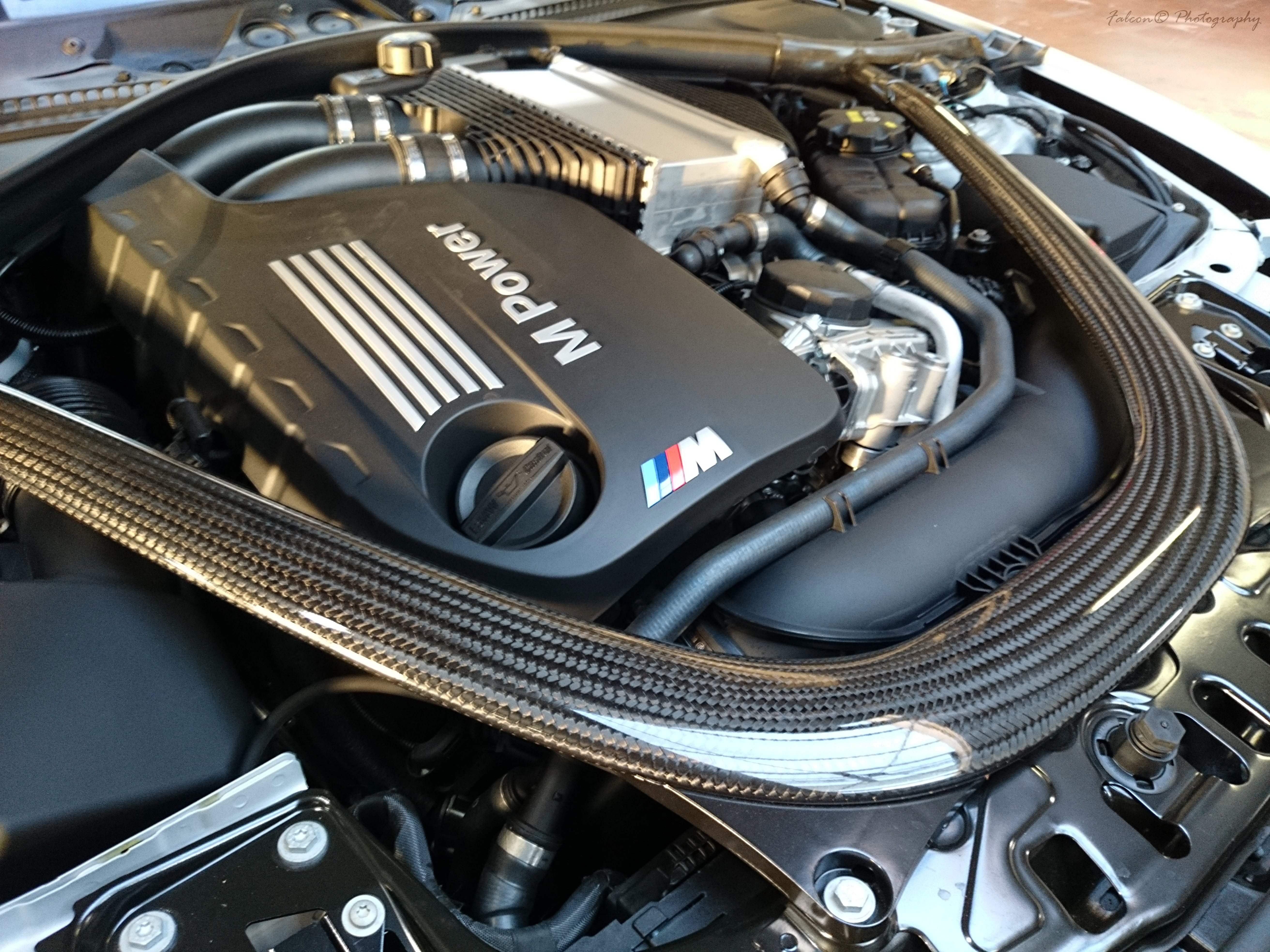
Motorraum mit Carbonstrebe

## Technik

### Motor
Der Motor ist wie bei der Limousine ein Biturbo-Reihen-Sechszylindermotor mit 2979 cm³ Hubraum mit Ladeluftkühlung. Er ist vom BMW N55 abgeleitet, bietet eine maximale Leistung von 317 kW (431 PS) und ein maximales Drehmoment von 550 Nm zwischen 1850 und 5500 min−1.
Der neue Turbo-Motor verbraucht weniger Kraftstoff als der Hochdrehzahl-V8-Motor des Vorgängers. Mit 8,8 bzw. 8,3 Liter auf 100 Kilometer hat er einen um 25 Prozent geringeren Kraftstoffverbrauch als der M3 der vierten Generation und erfüllt die Abgasnorm Euro 6. Ausreichende Schmierung des Motors auch bei einer Fahrweise mit hohen Querbeschleunigungkräften sichert eine Trockensumpfschmierung. Die Ölwanne des M4 ist aus Magnesium. Der Motor erlaubt Drehzahlen bis 7500 min−1.

### Antrieb
Zur Wahl standen ein Sechsgang-Schaltgetriebe, das einschließlich Zwei-Scheiben-Kupplung 12 kg weniger wiegt als das des Vorgängers, und ein 7-Gang-Doppelkupplungsgetriebe, letzteres bewirkt trotz 25 kg mehr Gewicht die schnellere Beschleunigung.
Das „M Doppelkupplungsgetriebe“ ist ein 7-Gang-Doppelkupplungsgetriebe mit sogenannter „Drivelogic“, das laut BMW speziell für die „M Hochdrehzahlmotoren“ ausgelegt ist. Das System verfügt über traktionsoptimierte automatische Gangwahl, Launch Control, „Low Speed Assistance“ sowie eine „Auto Start Stopp“-Funktion. Zwei Teilgetriebe (eines für die Gänge R/2/4/6, eines für die Gänge 1/3/5/7) mit jeweils eigener Kupplung leiten die Motorleistung an die Hinterräder weiter. Die Steuerung erfolgt automatisch oder manuell über Schaltpaddles am Lenkrad oder den Schalthebel. Die „Launch Control“-Funktion ermöglicht einen Start aus dem Stand mit maximaler Beschleunigung. Die Drivelogic stellt hierfür sowohl im automatisierten (D-Modus) als auch im manuellen Betrieb (S-Modus) jeweils drei Schaltprogramme zur Wahl – von sportlich bis komfortabel oder verbrauchsoptimiert.
Das neuentwickelte „Aktive M Differenzial“ optimiert die Traktion und Fahrstabilität beim Spurwechsel und Herausbeschleunigen aus Kurven, bei hoher Kurvengeschwindigkeit sowie bei unterschiedlicher Straßenbeschaffenheit. Die Bodenhaftung wird über eine elektronisch gesteuerte Lamellensperre zur Reduzierung der Drehzahlunterschiede zwischen den Hinterrädern optimiert. Das Hinterachs-Sperrdifferential sperrt variabel von 0 bis 100 Prozent.

### Karosserie
Bei der Entwicklung des M4 wurden Leichtbaumaßnahmen angewandt. Die Motorhaube mit dem charakteristischen „Powerdome“ und die Kotflügel sind aus Aluminium. Das Dach besteht aus kohlenfaserverstärktem Kunststoff (CFK), was 6 kg Gewicht einspart. Auch die Heckklappe und die Domstrebe bestehen aus CFK. Die Domstrebe wiegt nur 1,5 kg, bietet jedoch eine Steifigkeit, die mit Aluminium nicht zu erreichen wäre. Mit diesen Maßnahmen konnte das Leergewicht gegenüber dem Vorgänger um 83 kg verringert werden, es beträgt aber immer noch mehr als 1,5 Tonnen.
Für die Fahrleistungen ist neben dem Gewicht auch die Aerodynamik bedeutend. Die „M-Kiemen“ hinter den Vorderrädern reduzieren die Verwirbelungen an den vorderen Radläufen. Der Unterboden ist glatt verkleidet. Der cw-Wert liegt bei 0,34 (Stirnfläche 2,23 m²).

### Fahrwerk
Die elektronisch gesteuerten Stoßdämpfer des „Adaptiven M Fahrwerks“ passen sich innerhalb von Millisekunden permanent den Fahrbahnbedingungen sowie dem Fahrstil an und sollen so für optimalen situationsabhängigen Kontakt zur Fahrbahn, eine optimierte Traktion und noch agileres Handling sorgen. Über die Einstellungen „Comfort“, „Sport“ und „Sport+“ kann die Fahrwerkauslegung von komfortabel bis sportlich-dynamisch eingestellt werden. Der Modus „Comfort“ soll für komfortable Fortbewegung bei Alltagsfahrten geeignet sein. Im „Sport“-Modus werden bei ausreichendem Komfort die Radbewegungen reduziert und der Fahrbahnkontakt direkter; dieser Modus soll ideal für Landstraßen und wellige Rennstrecken sein. Minimale Radbewegungen und maximale Fahrdynamik auf ebener Fahrbahn und Rennstrecken sollen mit der Einstellung „Sport+“ erreicht werden.
Die Gelenkwelle besteht ebenfalls aus CFK; zahlreiche Fahrwerksbauteile aus geschmiedetem Aluminium.

## Ausstattung
Der M4 wurde serienmäßig mit LED-Scheinwerfern und LED-Rückleuchten ausgeliefert.
Die Charakteristik von Gaspedal, Lenkung, Dämpfung und Schaltung lässt sich in jeweils drei verschiedenen elektronischen Einstellungen anpassen. Am Lenkrad gibt es zwei programmierbare M-Tasten in Reichweite des linken Daumens – so lässt sich mit einem Tastendruck das bevorzugte Setup für unterschiedliche Situationen aktivieren.

## Varianten

### M4 DTM Champion Edition
Den BMW M4 gab es erstmals im Jahr 2014 als DTM Champion Edition, in Anlehnung an den Sieg Marco Wittmanns in der DTM-Saison 2014. Das Modell orientiert sich farblich an Wittmanns M4 DTM der Saison 2014. Die 2014er Champion Edition ist auf 23 Exemplare, Wittmanns Startnummer, limitiert.
Nach dem Sieg in der Saison 2016, veröffentlichte BMW erneut eine DTM Champion Edition des M4. Der M4 DTM Champion Edition hat den aus dem M4 GTS bekannten Motor mit 368 kW (500 PS) maximaler Leistung und Wassereinspritzung. Sämtliche Leistungsdaten sind mit denen des GTS identisch. Das Modell ist auf 200 Stück limitiert und äußerlich mit der Grundfarbe Weiß an die Fahrzeuge der DTM angelehnt. Der größte optische Unterschied zum GTS liegt in dem kleineren Spoiler sowie dem Wegfall der orangefarbenen Designelemente. Der Preis liegt mit 148 500 € leicht über dem des ausverkauften GTS.

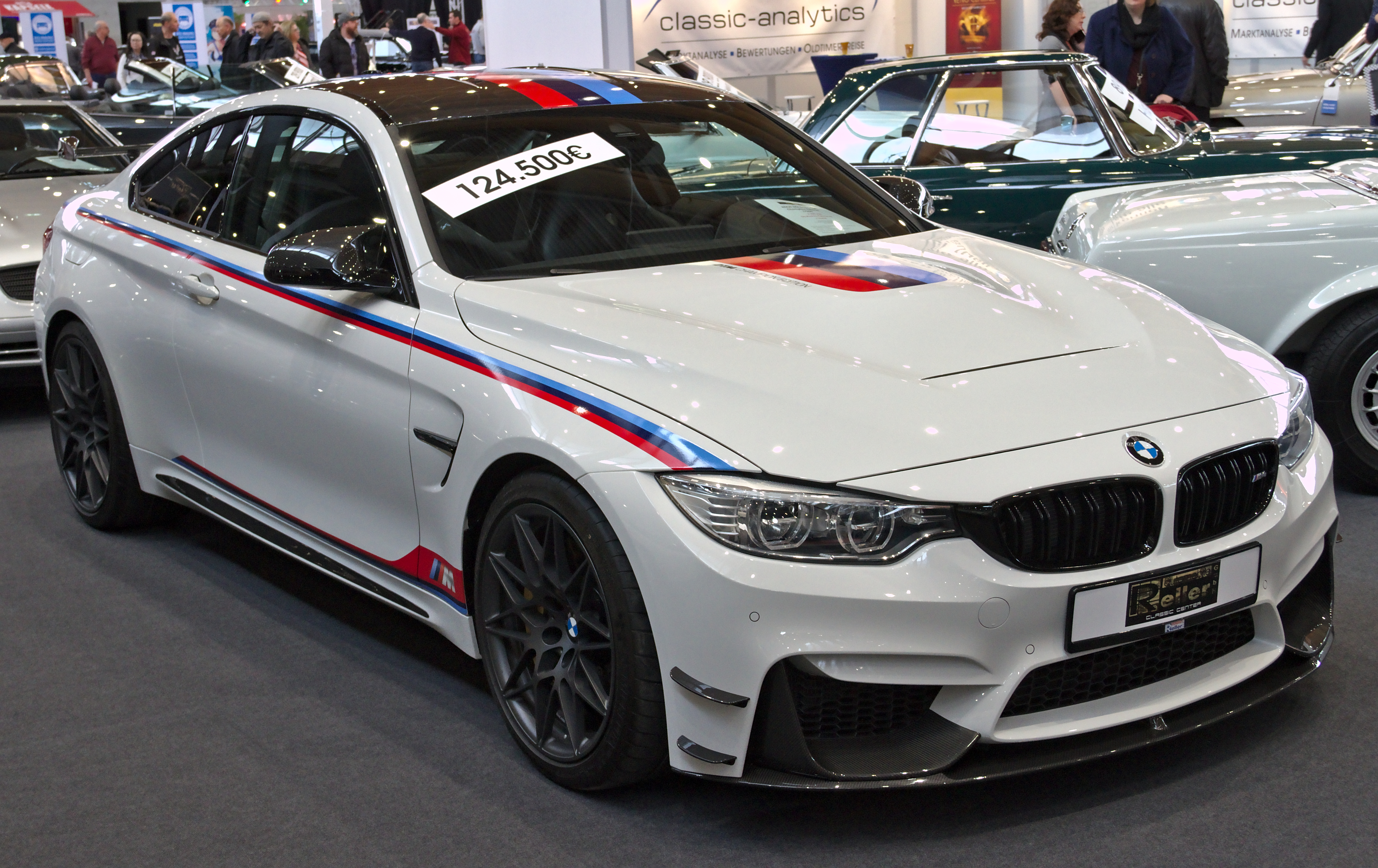
BMW M4 DTM Champion Edition (Retro Classics 2020)

### M4 GTS
Auf der Tokyo Motor Show im Oktober 2015 stellte BMW das auf dem Coupé aufbauende Sondermodell M4 GTS vor. Dieses ist auf 700 Exemplare limitiert und war schon im November 2015 ausverkauft. Der Motor stammt aus dem M4, leistet im Sondermodell durch Wassereinspritzung aber maximal 368 kW (500 PS). Weitere  Weltneuheit in einem Serienfahrzeug waren die OLED-Rückleuchten. Das Gewicht des Modells wurde durch mehr Einsatz von Carbon, u. a. für die Motorhaube, und einen Auspuff aus Titan weiter reduziert. Eine Carbon-Keramik-Bremse gehört zur Serienausstattung. Ausgeliefert wurden die ersten Fahrzeuge Ende April 2016 zu Preisen von 142 600 €.

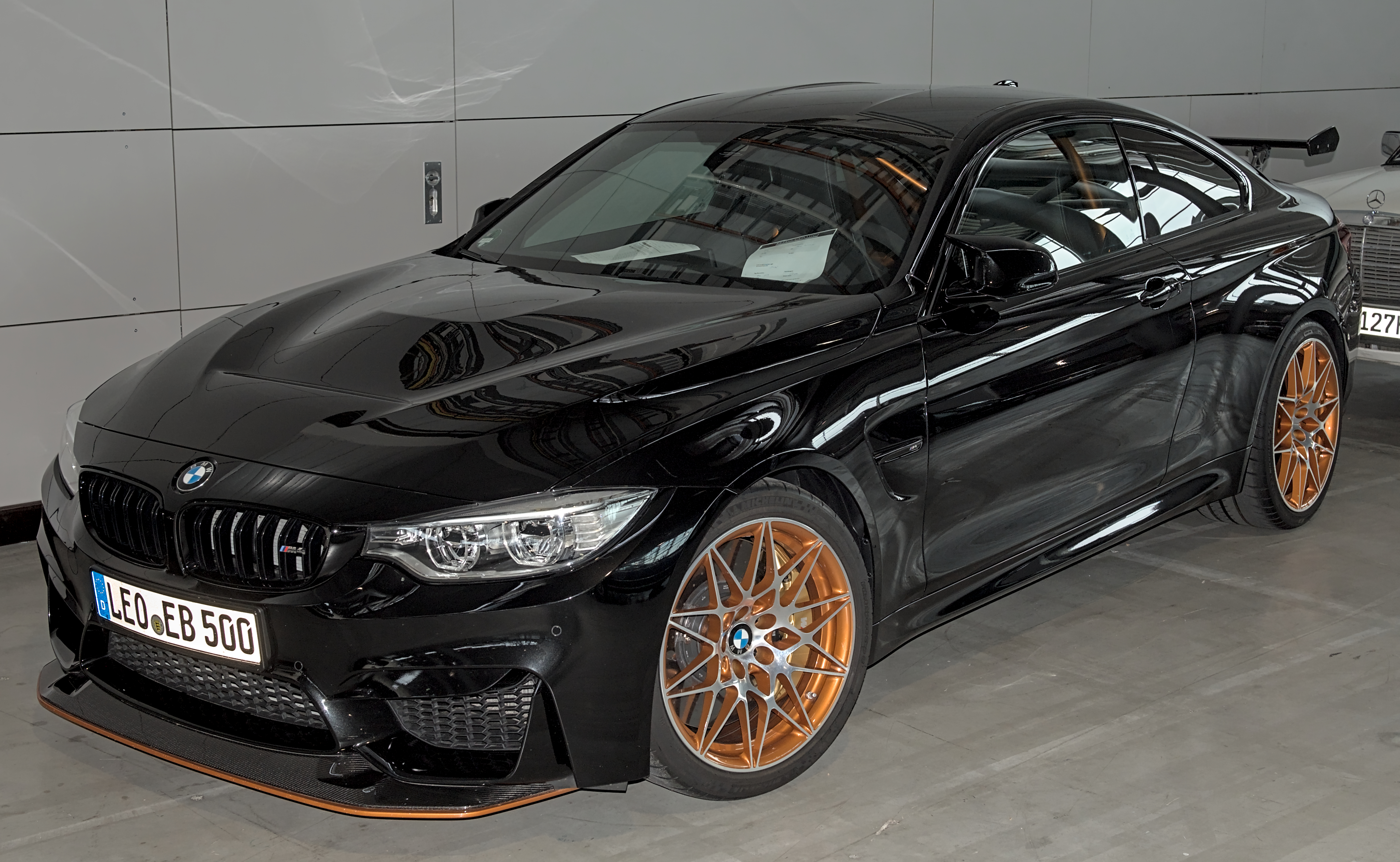
BMW M4 GTS (Retro Classics 2025)
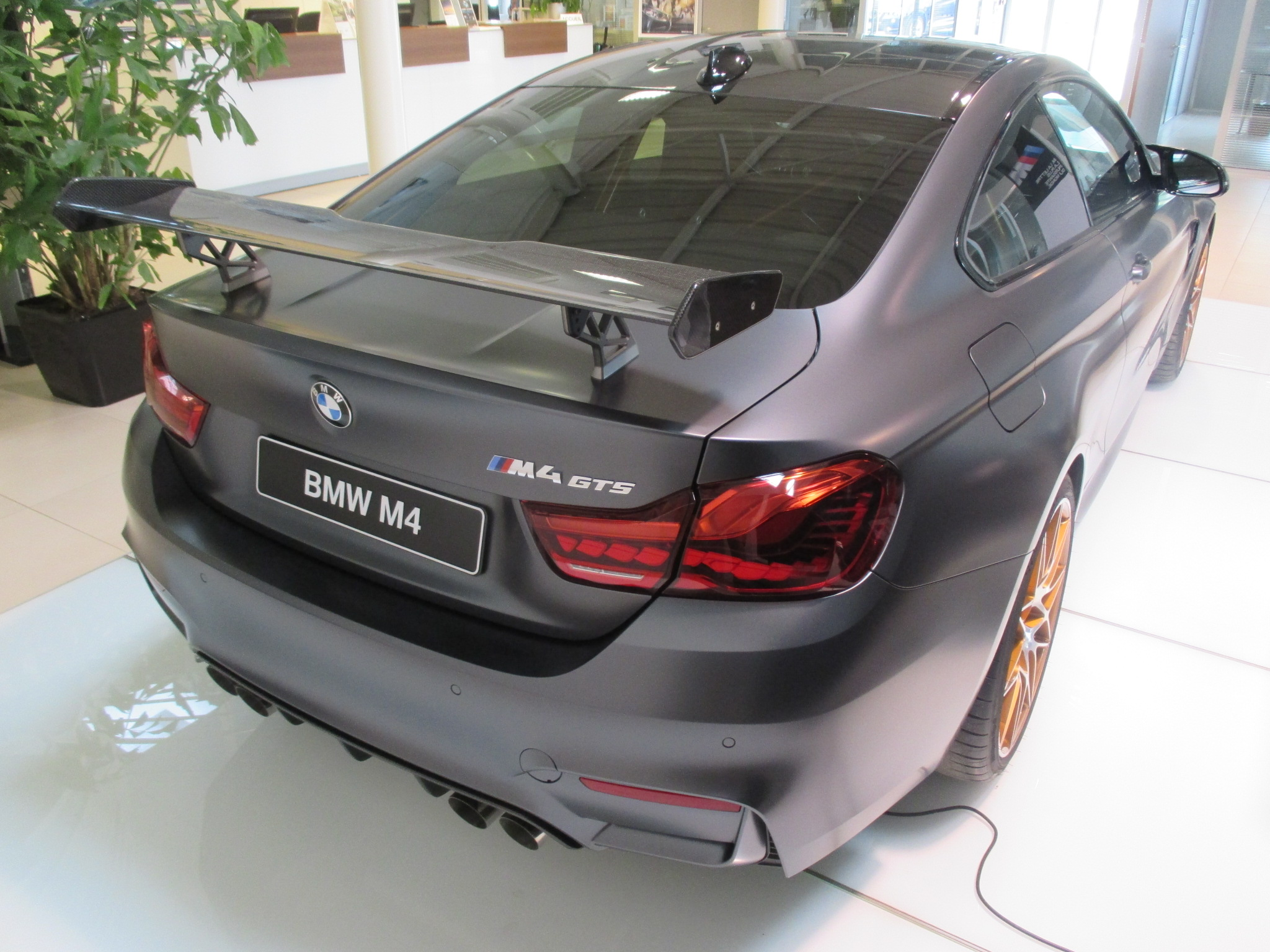
BMW M4 GTS, Heckansicht

### M4 CS
Auf der Auto Shanghai im April 2017 präsentierte BMW den auf dem Coupé basierenden M4 CS. Er unterscheidet sich im Wesentlichen vom Serienmodell durch eine um 21 kW (29 PS) gesteigerte Leistung, ein um 35 kg gesenktes Leergewicht und ein sportlicheres Fahrwerk. Äußerlich ist er an einen modifizierten Frontspoiler und am Heck durch eine Spoilerlippe und OLED-Rückleuchten zu erkennen. Ebenso wie der GTS hat er eine Carbon-Keramik-Bremsanlage.
Gebaut wurde das mindestens 116 900 € teure Fahrzeug ab Juli 2017 in München. Limitiert war der M4 CS lediglich durch den Produktionszeitraum von 2017 bis 2019.

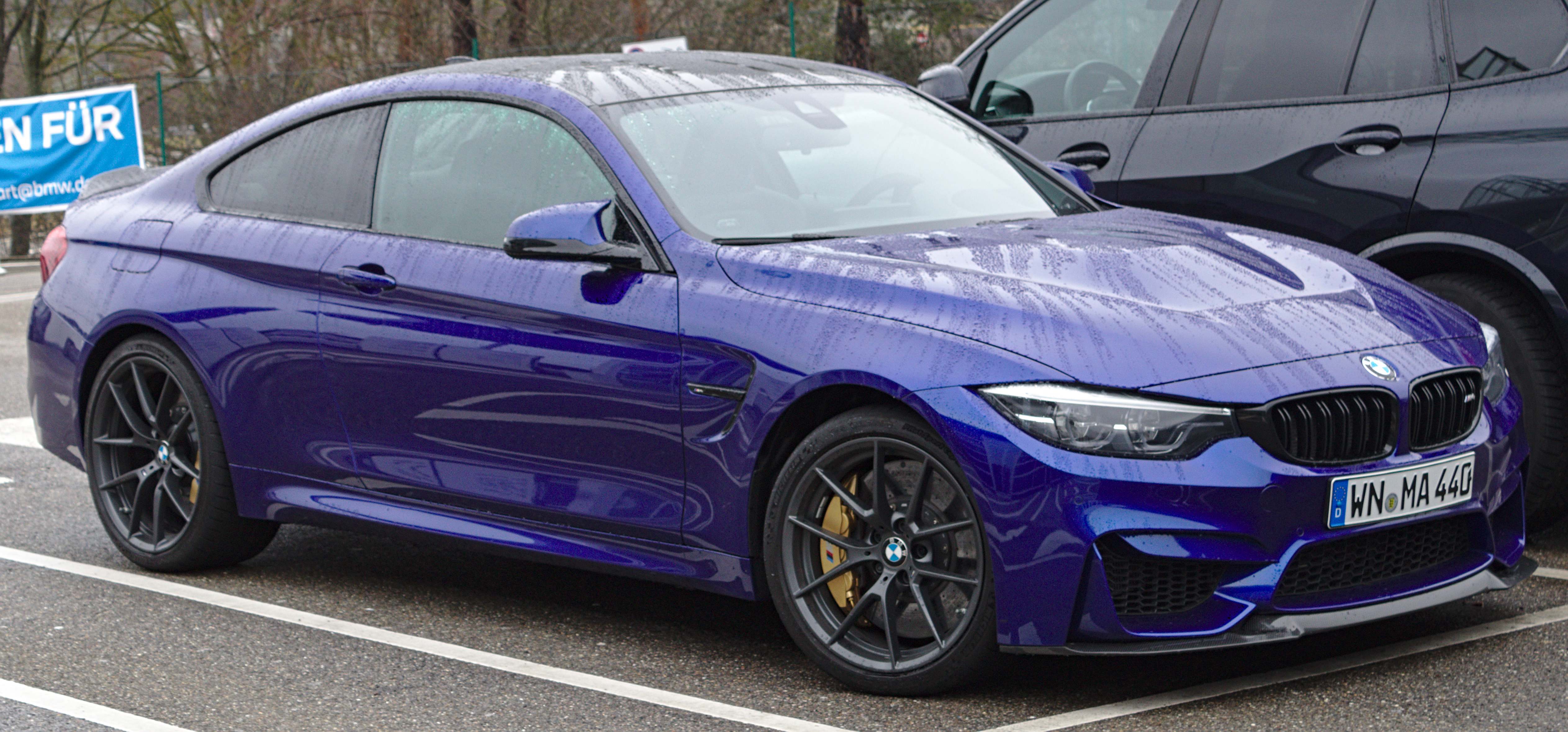
BMW M4 CS
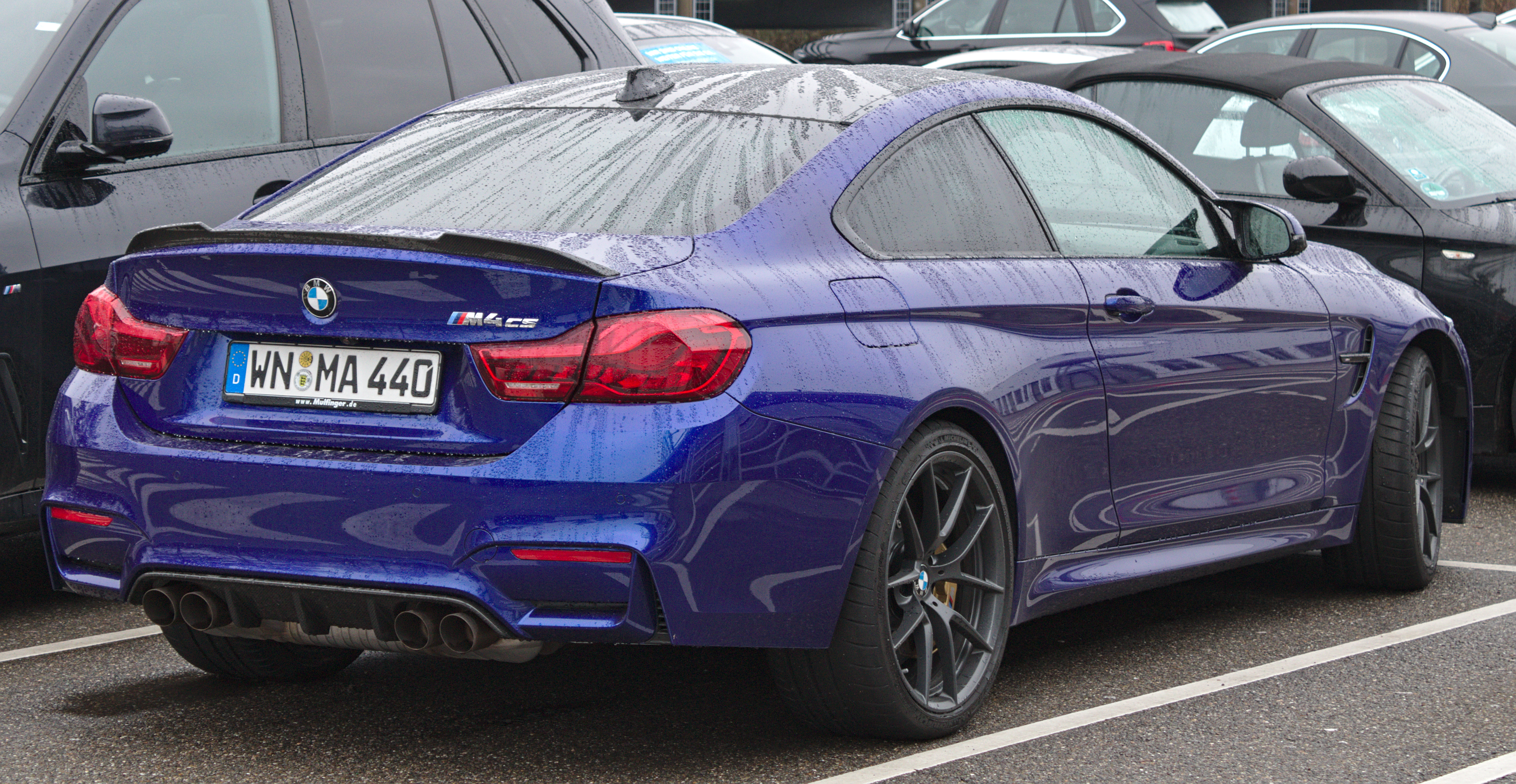
BMW M4 CS Heck mit charakteristischer Spoilerlippe

## Motorsport
Seit Mitte 2017 wird vom M4 F82 eine Motorsportversion angeboten, die für die Gruppe GT4 zugelassen ist. Der erste Test-Renneinsatz wurde beim 24-Stunden-Rennen von Dubai 2017 durchgeführt.

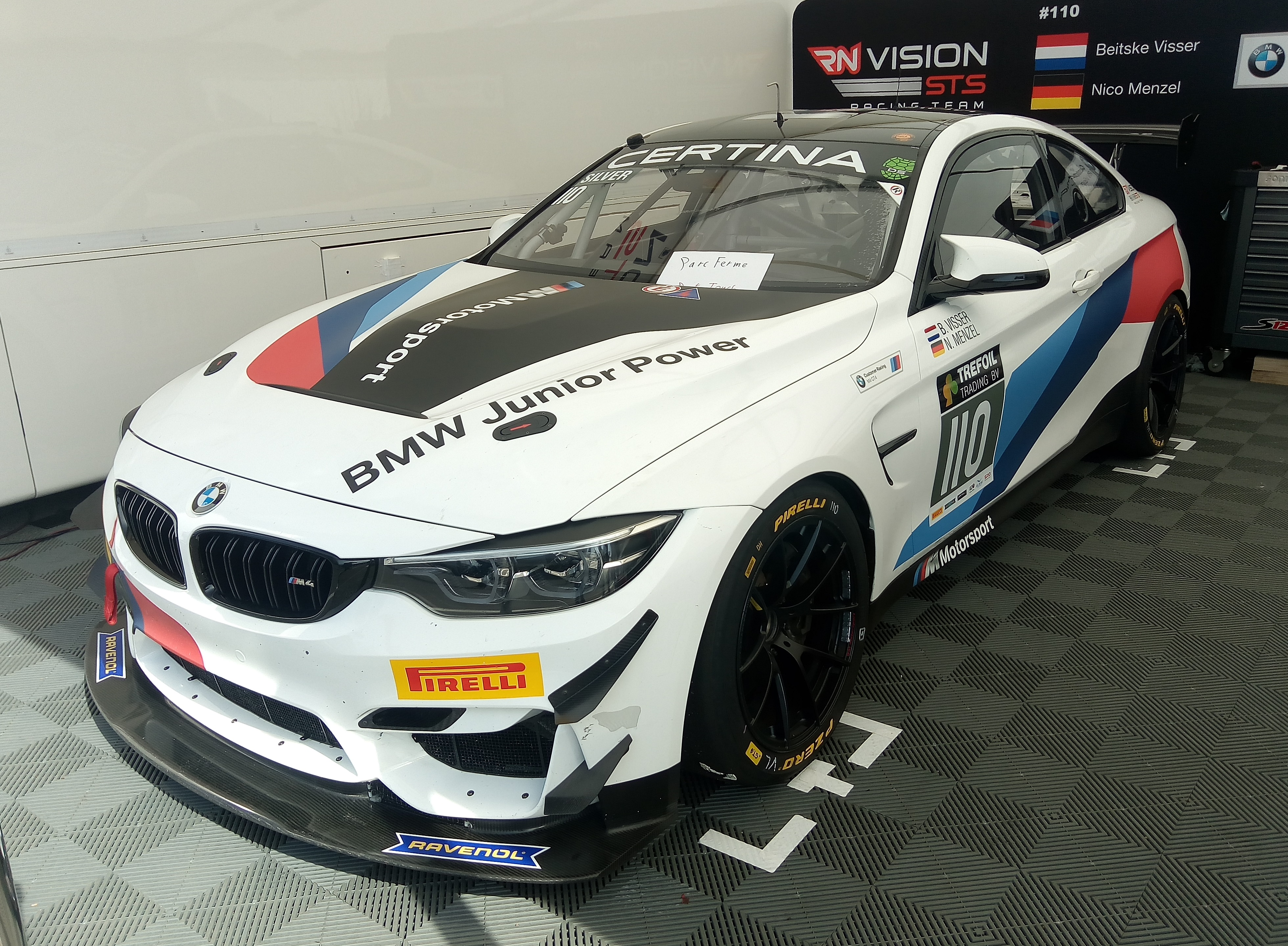
Frontansicht BMW M4 GT4
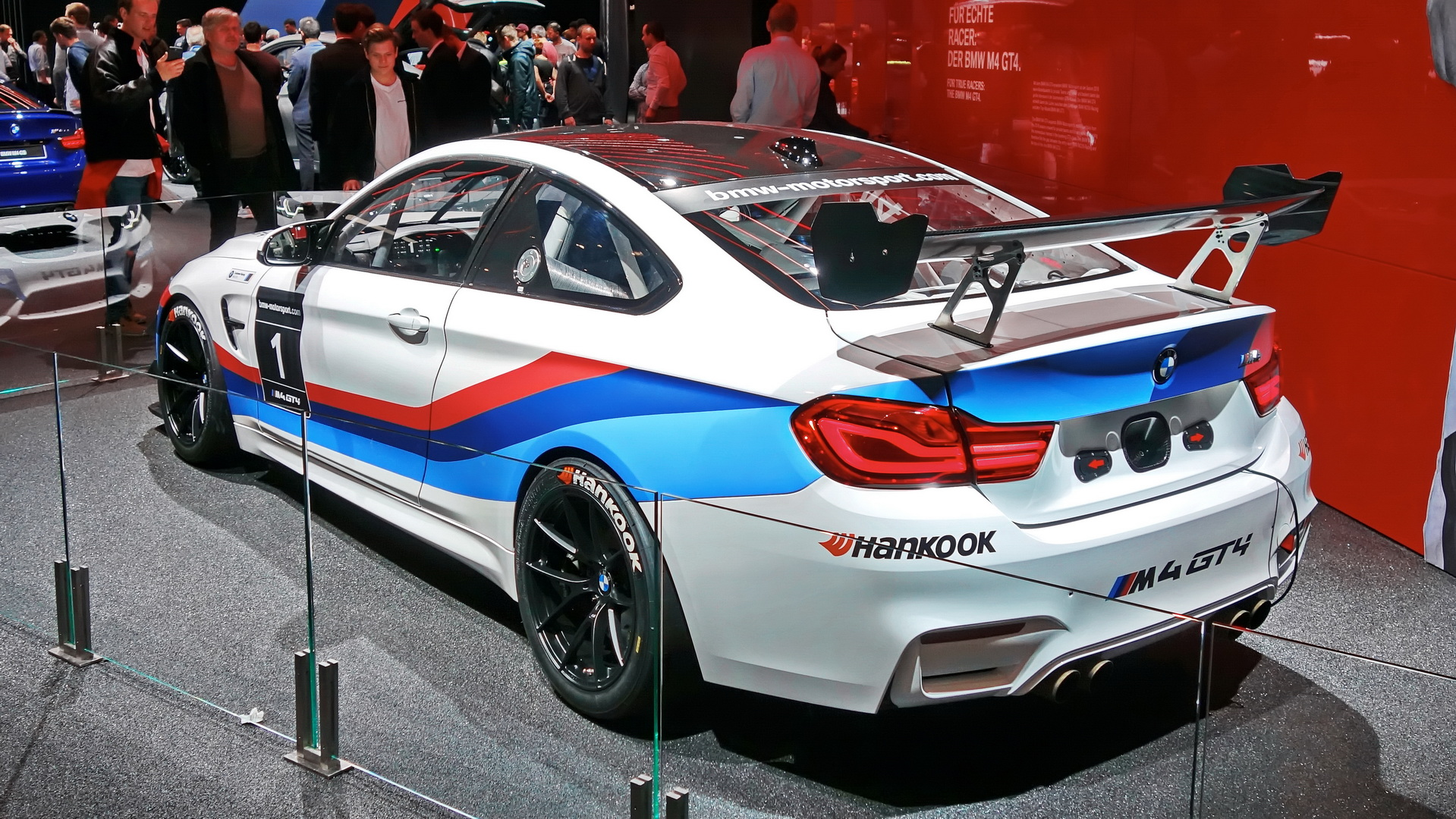
Heckansicht BMW M4 GT4

## Technische Daten
|                                                                      | M4 Coupé                               | M4 Coupé Competition                   | M4 Coupé CS              | M4 Coupé GTS             | M4 Cabrio                              | M4 Cabrio Competition                  |
| -------------------------------------------------------------------- | -------------------------------------- | -------------------------------------- | ------------------------ | ------------------------ | -------------------------------------- | -------------------------------------- |
| Bauzeitraum                                                          | 04/2014–06/2019                        | 01/2016–05/2020                        | 07/2017–06/2018          | 04/2016–02/2017          | 10/2014–06/2019                        | 01/2016–05/2020                        |
| Motor                                                                | Ottomotor                              | Ottomotor                              | Ottomotor                | Ottomotor                | Ottomotor                              | Ottomotor                              |
| Motorbauart                                                          | R6                                     | R6                                     | R6                       | R6                       | R6                                     | R6                                     |
| Gemischaufbereitung                                                  | Benzindirekteinspritzung               | Benzindirekteinspritzung               | Benzindirekteinspritzung | Benzindirekteinspritzung | Benzindirekteinspritzung               | Benzindirekteinspritzung               |
| Motoraufladung                                                       | Bi-Abgasturbolader (1)                 | Bi-Abgasturbolader (1)                 | Bi-Abgasturbolader (1)   | Bi-Abgasturbolader (1)   | Bi-Abgasturbolader (1)                 | Bi-Abgasturbolader (1)                 |
| variable Ventilsteuerung                                             | Valvetronic                            | Valvetronic                            | Valvetronic              | Valvetronic              | Valvetronic                            | Valvetronic                            |
| Motortyp                                                             | S55B30                                 | S55B30                                 | S55B30                   | S55B30                   | S55B30                                 | S55B30                                 |
| Hubraum                                                              | 2979 cm³                               | 2979 cm³                               | 2979 cm³                 | 2979 cm³                 | 2979 cm³                               | 2979 cm³                               |
| max. Leistung bei 1/min                                              | 317 kW (431 PS)/ 5500–7300             | 331 kW (450 PS)/ 7000                  | 338 kW (460 PS)/ 6250    | 368 kW (500 PS)/ 6250    | 317 kW (431 PS)/ 5500–7300             | 331 kW (450 PS)/ 7000                  |
| max. Drehmoment bei 1/min                                            | 550 Nm/ 1850–5500                      | 550 Nm/ 1850–5500                      | 600 Nm/ 4000–5380        | 600 Nm/ 4000             | 550 Nm/ 1850–5500                      | 550 Nm/ 1850–5500                      |
| Getriebe, serienmäßig                                                | 6-Gang-Schaltgetriebe                  | 6-Gang-Schaltgetriebe                  | 7-Gang-DKG               | 7-Gang-DKG               | 6-Gang-Schaltgetriebe                  | 6-Gang-Schaltgetriebe                  |
| Getriebe, optional                                                   | 7-Gang-DKG                             | 7-Gang-DKG                             | –                        | –                        | 7-Gang-DKG                             | 7-Gang-DKG                             |
| Antrieb, serienmäßig                                                 | Hinterradantrieb                       | Hinterradantrieb                       | Hinterradantrieb         | Hinterradantrieb         | Hinterradantrieb                       | Hinterradantrieb                       |
| Beschleunigung, 0–100 km/h in s                                      | 4,3 [4,1]                              | 4,2 [4,0]                              | 3,9                      | 3,8                      | 4,6 [4,4]                              | 4,5 [4,3]                              |
| Beschleunigung, 0–200 km/h in s                                      | 13,8 [13,6]                            | 13,2 [13,0]                            |                          |                          | 15,0 [14,8]                            |                                        |
| Höchstgeschwindigkeit in km/h                                        | 250 280 (2)                            | 250 280 (2)                            | 280                      | 305                      | 250 280 (2)                            | 250 280 (2)                            |
| Leergewicht EU in kg                                                 | 1635 [1660]                            | 1635 [1660]                            | 1575                     | 1510                     | 1825 [1865]                            | 1825 [1865]                            |
| Kraftstoffverbrauch, nach ECE-Fahrzyklus, kombiniert in l/100 km (3) | 8,8 [8,3]                              | 8,8 [8,3]                              | 8,4                      | 8,5                      | 9,1 [8,7]                              | 9,1 [8,7]                              |
| CO2-Emission, kombiniert in g/km (3)                                 | 204 [194] 227-225 (September 2018)     | 204 [194] 227-225 (September 2018)     | 197                      | 199                      | 213 [203] 233 – 230 (September 2018)   | 213 [203] 233 – 230 (September 2018)   |
| Abgasnorm nach EU-Klassifikation                                     | Euro 6, ab September 2018 Euro 6d Temp | Euro 6, ab September 2018 Euro 6d Temp | Euro 6                   | Euro 6                   | Euro 6, ab September 2018 Euro 6d Temp | Euro 6, ab September 2018 Euro 6d Temp |

- Werte in [ ] Klammer gelten für DKG Drivelogic.

Quellen:
Technische Daten des M4 Coupé, Technische Daten des M4 Cabrio